# Кошівська сільська рада
| Кошівська сільська рада — орган місцевого самоврядування у Тетіївському районі Київської області з адміністративним центром у с. Кошів. Історична дата утворення: в 1919 році. Водоймища на території, підпорядкованій даній раді: річка Рось. Сільській раді підпорядковані населені пункти: - с. Кошів - с. Погреби |

## Склад ради
Рада складається з 14 депутатів та голови.

### Керівний склад ради
| ПІБ                                | Основні відомості                                                                  | Дата обрання | Дата звільнення |
| ---------------------------------- | ---------------------------------------------------------------------------------- | ------------ | --------------- |
| Рублівський Олександр Всеволодович | Сільський голова, 1972 року народження, освіта, член Соціалістичної партії України | 26.03.2006   | 31.10.2010      |
| Побірайко Галина Броніславівна     | Сільський голова, 1971 року народження, освіта вища, член Партії регіонів          | 31.10.2010   |                 |

Примітка: таблиця складена за даними джерела